# Болеро
Болеро́ (ісп. Bolero) — іспанський парний народний танець та музичний жанр, що започаткувався в кінці XVIII століття. Музичний розмір — 3/4 з характерною метроритмічною фігурою, що підкреслюється ударами кастаньєт. Темп — помірно швидкий з поступовим прискоренням. Своєю виразністю нагадує пантоміму. 
Іспанський фольклорист Хуан-Антоніо де Самакола, що писав під псевдонімом дон Пресізо (Don Preciso), вважав, що цей танець придумав близько 1780 року ламанчський танцівник Себастьяно Сересо
Хоча танець завжди був тридольним, в різний час по-різному дробилися: три рівні четвертні в першому такті, потім четвертна з крапкою і три вісімки — в наступному. В іншому варіанті перший такт дробиться вісімками (у такому випадку їх шість), причому, замість першої ноти пауза. Другий такт — такий ж, як у першому варіанті. Згодом дроблення стає ще дрібнішим. Танцюється таке болеро під акомпанемент гітари й барабана, а самі танцюючі відбивають на кастаньєтах додатково складні ритмічні фігури, що сплітаються в надзвичайно примхливий візерунок. Відомо багато різновидів болеро, характерних для різних областей Іспанії.
У формі Болеро написано романси М. Глінки, О. Даргомижського, Л. Деліба; Б. використали в операх Г. Берліоз, К.-М. Вебер, Дж. Верді та ін., у балетах — Л. Деліб, П. Чайковський та інші. Широко
відоме «Болеро» для оркестру М. Равеля.
- Кубинське Болеро — ліричний пісенний жанр, що склався наприкінці XIX ст. і поєднує креольський мелос з афро-кубинською синкопованою ритмікою. Музичний розмір — 2/4, темп помірний.